# E-1 (motor de foguete)
O E-1 foi um  motor de foguete de combustível líquido desenvolvido pela Rocketdyne, originalmente preparado para ser um desenho alternativo para o míssil Titan I. Enquanto ele estava sendo desenvolvido, Heinz Hermann Koelle na Army Ballistic Missile Agency, o selecionou como motor principal para o foguete que viria a se tornar o Saturno I. No final, o Titan continuou com seu motor original, e a equipe do Saturno decidiu usar um motor com empuxo menor, o H-1, para acelerar o desenvolvimento. O projeto do E-1 foi cancelado em 1959, mas o sucesso da Rocketdyne com o desenho, deu confiança à NASA na capacidade da empresa para fornecer um motor muito maior, o F-1, que equipou o primeiro estágio do Saturno V em seus voos em direção à Lua.